# Bazzano
Bazzano, in emilianischer Sprache Bazàn, ist eine Fraktion und Gemeindesitz der italienischen Gemeinde (comune) Valsamoggia in der Metropolitanstadt Bologna, Region Emilia-Romagna. Seine Einwohner werden Bazzanesi genannt.

## Geographie
Der Ort liegt etwa 20 km westlich von Bologna auf der orographisch linken Seite des Torrente Samoggia auf einer Höhe von 93 m s.l.m.

## Geschichte

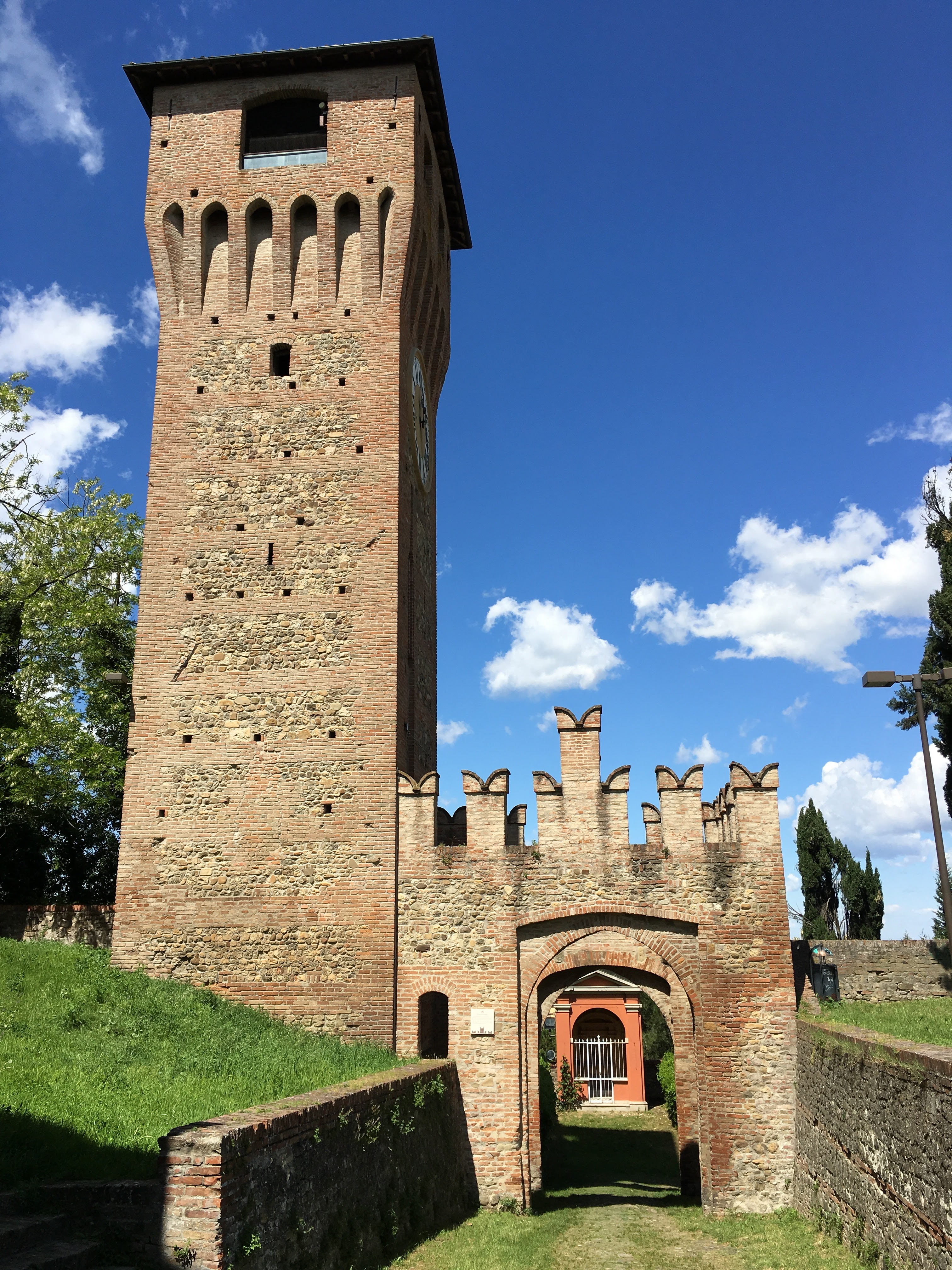
Rocca dei Bentivoglio (15. Jhdt.)

Die Geschichte von Bazzano ist eng mit der seiner Burg verbunden, die in allen Epochen sein Symbol und Wahrzeichen war. Im Gegensatz zur Legende, die überträgt, dass Mathilde von Tuszien die Burg erbauen ließ, gehen seine Ursprünge auf eine unbestimmte Zeit zurück, aber sicherlich vor dem Jahr 1000, als die ganze Po-Ebene mit kleinen Burgen oder Festungen verstreut war, um dieses Gebiet vor den Barbaren zu schützen.
1038 verpachtete der Bischof von Modena Guibertus die Burg und die Sankt-Stephanskirche an den Markgraf Bonifatius von Canossa, den Vater von Mathilde von Tuszien, die jeweils mit neun Jahren vererben wird. Mit dem Tod von Mathilde, die keine Erben hatte, kam die Burg wieder unter die Verwaltung von Modena. Im Laufe des 13. Jahrhunderts kesselten die Bologneser die Burg zweimal ein: 1228 versagte der Kriegsangriff, 1247 hingegen, konnten die Bologneser in die Burg – wahrscheinlich mithilfe eines Verrats – eindringen und ließen sie vollständig zerstören, um deren Bausteine nach Monteveglio zu bringen, wo diese zum Bau eines Turmhauses verwendet wurde, das für bolognesische Beamte dieses Bezirks benutzt wurde. Die Burg ließ später Azzo VIII. von Este zwischen 1296 und 1311 wieder aufbauen. 1317 wurde auch die Schalung auf dem Eintrittstor der Mauer, dem heutigen Uhrturm, wieder aufgebaut. Nach 1371 wurden auch die Mauern der Burg erweitert und der Markgraf von Este ließ auf seine eigenen Kosten das Eintrittstor dieser neuen Mauer aufbauen. Das heutige Aussehen der Burg leitet sich jedoch von einer folgenden Phase her, als zwischen 1473 und 1490 Giovanni II. Bentivoglio das Gebäude vollständig aufbauen ließ und lediglich den Turm im Innenhof und den nahegelegenen Flügel vom Kern aus dem 14. Jahrhundert aufbewahren ließ.

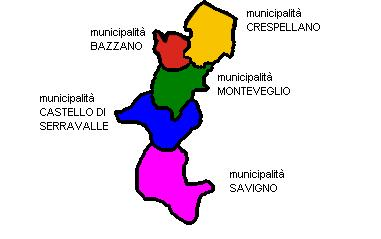
Gliederung von Valsamoggia mit Bazzano in rot

Charakteristisch für diese Phase ist die Loggia, die an der rechten Seite für diejenigen, die hineinkommen, im Hintergrund steht. Am Ende der Renovierung war die Burg keine Festung mehr, sondern ein vornehmes Schloss auf dem Land, wie viele andere, welche die Bentivoglios im Besitz hatten. Da war der Palast vollständig mit weißer Tünche bestrichen und war, sowohl innen als auch außen, von Fresken verziert, von denen heute nur labile Spuren im Innenhof überblieben sind. Besser aufbewahrt sind vielmehr die Fresken in den Sälen vom adeligen Stockwerk. Nach der Herrschaft der Bentivoglios kam die Burg unter die Verwaltung der Gemeinde Bologna, die diese als Verwaltungssitz verwendete.
Zum 1. Januar 2014 bildete Bazzano zusammen mit den Gemeinden Castello di Serravalle, Crespellano, Monteveglio und Savigno die neue Gemeinde Valsamoggia. Der Gemeindefusion war ein Volksentscheid am 25. November 2012 vorausgegangen, bei dem sich in Castello di Serravalle, Crespellano und Monteveglio eine Mehrheit für und in Bazzano und Savigno eine Mehrheit gegen den Zusammenschluss aussprach. In Bazzano war die Ablehnung mit 58,52 % am höchsten. Die Ergebnisse aller fünf Gemeinden zusammengerechnet ergab jedoch ein Votum von 51,46 % für die Fusion.